# Jürgen Ovens

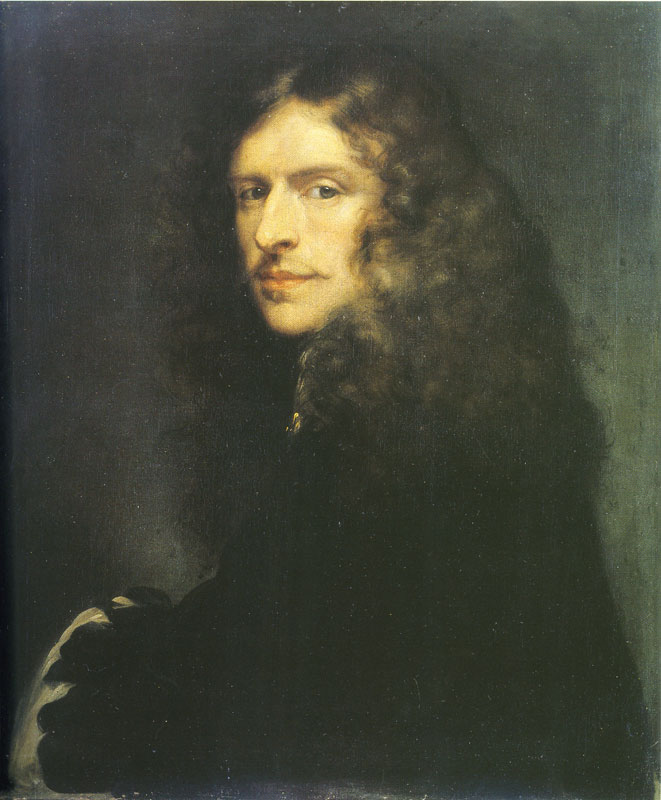
Selbstbildnis, um 1650

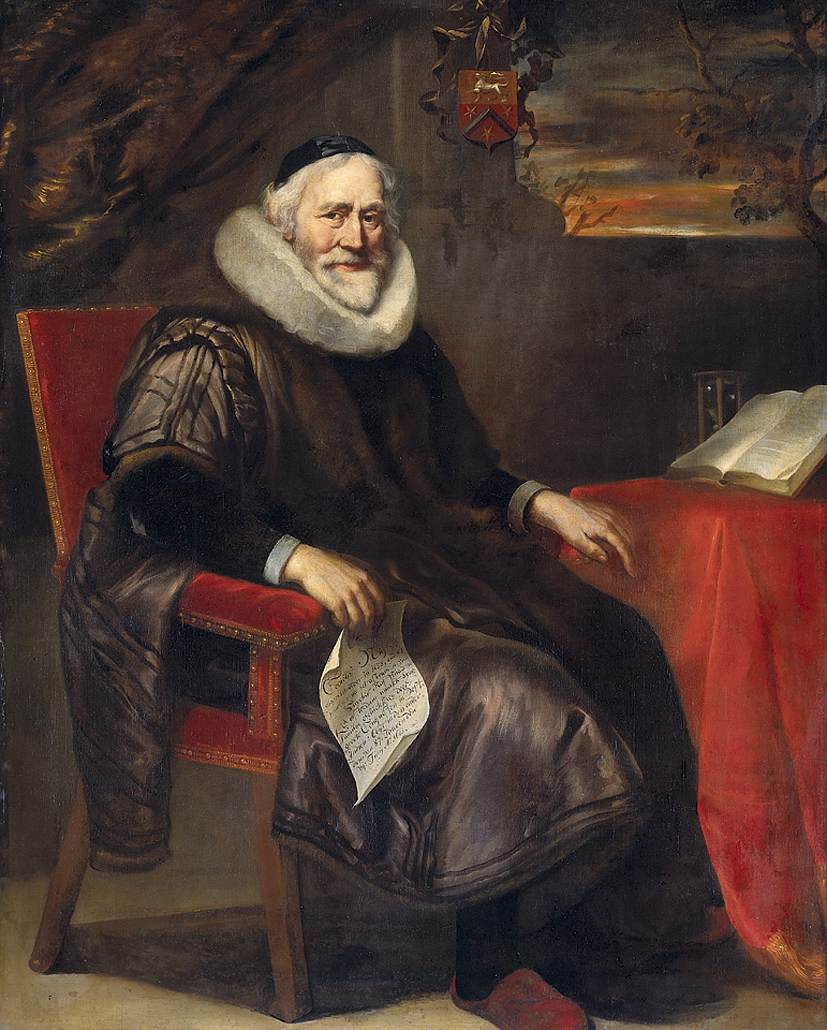
Porträt des Amsterdamer Zuckerfabrikanten Cornelis Nuyts, 1661

Jürgen Ovens (* 1623 in Tönning; † 9. Dezember 1678 in Friedrichstadt) war ein Maler des Rembrandtkreises. Der größte Teil seiner Werke entstand im Auftrag der Herzöge von Schleswig-Holstein-Gottorf, in Amsterdam war er ebenfalls als Porträtist erfolgreich.

## Leben
Ovens wurde als Sohn des wohlhabenden Ratsherrn und Kaufmanns Ove Broders und dessen Frau Agneta geboren. Das genaue Geburtsdatum ist unbekannt. Auch sein Bruder Broder Ovens arbeitete als Maler und Kunsthändler. Ovens’ Sohn Friedrich Adolf Ovens († 1699) war ebenfalls Ratsverwandter und Maler in Tönning.
Nach einer grundlegenden Ausbildung, evtl. beim Tönninger Maler Lorens de Keister, ging Ovens um 1640 nach Amsterdam, wo er in Rembrandts Werkstatt in die Lehre ging. Später war er in der Werkstatt Hendrick van Uylenburghs bzw. dessen Sohns Gerrit van Uylenburgh tätig. In diesen Kreisen lernte Ovens Govert Flinck kennen, mit dem er künstlerisch und persönlich eng verbunden war. 1651 ging Ovens dauerhaft zurück nach Schleswig-Holstein und ließ sich in Friedrichstadt nieder, das eng mit den Niederlanden verbunden war. 1652 heiratete Ovens Maria Martens van Mehring († 1690), mit der er zehn Kinder hatte. Im selben Jahr erhielt er von Herzog Friedrich III. ein Privileg, dass ihn u. a. von städtischen Abgaben befreite. Ovens war jedoch zu keinem Zeitpunkt Hofmaler, dieses Amt hatte seinerzeit Johannes Müller inne. Ovens selbst nannte sich „freier Maler“, er gehörte nicht zum Hofstaat.
Ovens’ erste Friedrichstädter Zeit fällt in die wichtigsten Jahre der Gottorfer Blütezeit unter Friedrich III., in der Wissenschaften und Künste am Hof gefördert wurden. Für Friedrich III. und Herzogin Maria Elisabeth malte Ovens Porträts und großformatige Historiengemälde. Auch für weitere Hofangehörige war der Maler tätig, so für Johann Adolph Kielmann von Kielmannseck.
Mit dem Zweiten Nordischen Krieg endete diese Phase und Ovens zog mit seiner Familie 1657 nach Amsterdam. Durch die Vermittlung der Uylenburghs und seinen Ruf als „Hofmaler“ konnte er schnell prestigeträchtige Aufträge gewinnen, so porträtierte Ovens im Laufe der Zeit zahlreiche Vertreter des Amsterdamer Bürgeradels, darunter den Anatom Nicolaes Tulp, bekannt aus Rembrandts Anatomie des Dr. Tulp. Für das Amsterdamer Stadhuis überarbeitete Ovens 1662 Govert Flincks Aquarell der Verschwörung der Bataver unter Iulius Civilis, das bis heute am Platz hängt, anstelle von Rembrandts Gemälde, das nicht wieder in den Burgerzaal des Paleis op de Dam zurückkehrte.
1663 kehrte Ovens dauerhaft wieder nach Friedrichstadt zurück und wurde Hofmaler des jungen Herzogs Christian Albrecht von Schleswig-Holstein-Gottorf, der sein Privileg erneuerte. Die Arbeiten für Christian Albrecht und dessen Frau Friederike Amalie sind die umfangreichsten im Œuvre. Beteiligt an der Konzeption mehrerer Bilder war der Hofgelehrte Adam Olearius.
Ovens hielt stets Kontakt ins jeweils andere Land und reiste wohl häufiger für kürzere Zeit von Friedrichstadt nach Amsterdam oder umgekehrt. Das letzte Mal begab er sich 1674 nach Amsterdam. 1675 verließ Gerrit van Uylenburgh die Niederlande, womit Ovens seinen wichtigsten Vermittler verlor.
Nach etwa einjähriger Krankheit starb Ovens am 9. Dezember 1678 und wurde am 21. Januar 1679 in der Christophoruskirche in Friedrichstadt beerdigt. Nach dem Tod seiner Frau errichteten die Erben ein Epitaph zu beider Gedächtnis in der Laurentiuskirche in Ovens’ Heimatstadt Tönning, für das Gemälde des Verstorbenen verwendet wurden.

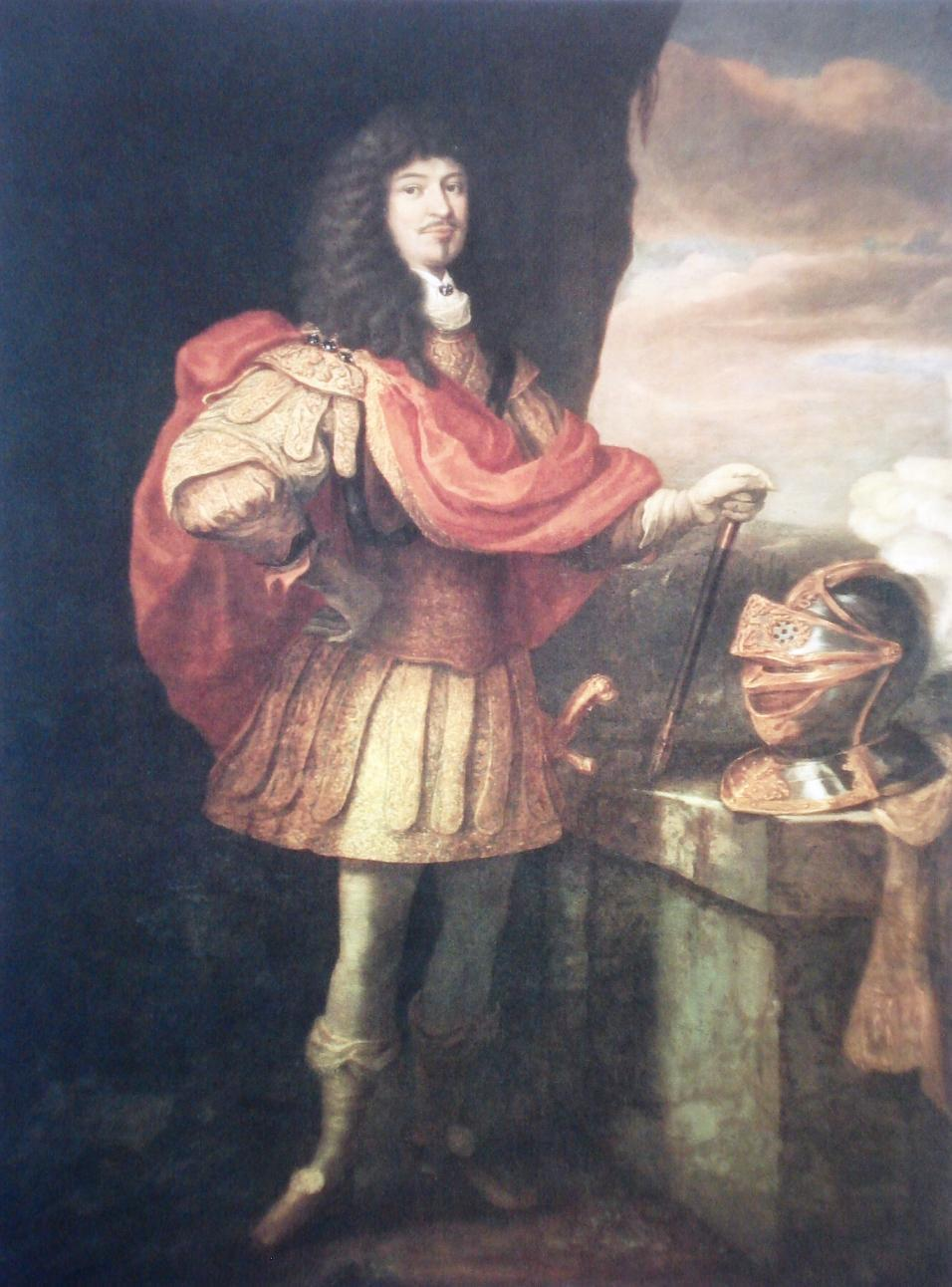
Porträt Herzog Christian Albrechts von Schleswig-Holstein-Gottorf, 1665, Kunsthalle zu Kiel

## Werk
Ovens’ Schaffen ist geprägt vom steten Wechsel zwischen Schleswig-Holstein und den Niederlanden, er ist ein wichtiger Mittler niederländischer Malerei in den Norden. Während seine frühen Werke noch deutlich die Schulung in der Rembrandt-Werkstatt zeigen, wandte Ovens sich zunehmend dem internationalen hellen Stil, geprägt von flämischen Meistern, zu. Anthonis van Dyck ist als wichtigstes Vorbild zu nennen, das Ovens häufig aufgriff und in seinen Notizen bewundernd beschrieb. Diese Entwicklung, die eine Orientierung an Mode und Markt bedeutete, ist typisch für die Malergeneration Ovens’ und so auch bei anderen Rembrandt-Schülern zu beobachten, z. B. Govert Flinck, Jacob Adriansz. Backer oder Ferdinand Bol.
Während in und um Amsterdam noch einige Ovens-Werke am Ort ihrer Bestimmung bzw. in altem Besitz sind, sind die umfangreichen Werke aus Schloss Gottorf nach 1713, als Gottorf wieder an den dänischen König fiel, nach Kopenhagen und bis nach Stockholm gelangt. Dennoch besitzen die Schleswig-Holsteinischen Landesmuseen Schloss Gottorf heute wieder einen aussagekräftigen Querschnitt durch Ovens’ Werk.
Große Ovens-Sammlungen besitzen das Nationalmuseum Stockholm, v. a. die Staatliche Porträtsammlung auf Schloss Gripsholm, und das Dänische Nationalhistorische Museum auf Schloss Frederiksborg in Hillerød. Hierhin ist der größte Teil der Gottorfer Werke gelangt. Der Gottorf-Zyklus mit Szenen der Gottorfer Geschichte hängt heute größtenteils als Frederiksborger Dauerleihgabe in Christiansborg, er ist die größte erhaltene Werkgruppe Ovens’. Die aufwendige Ausmalung der Amalienburg, einem Lusthaus im Gottorfer Neuwerkgarten, ist hingegen verloren und kann nur anhand von Skizzen rekonstruiert werden.

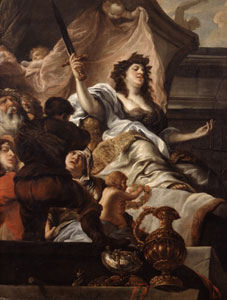
Justitia aus Schloss Gottorf, um 1665, Museumsberg Flensburg

Wichtige und umfangreiche Grafikbestände gehören zu den Sammlungen der Hamburger Kunsthalle und der Kunsthalle Bremen.
In Amsterdam hängen Ovens-Werke z. B. im Paleis op de Dam oder dem ehemaligen Bürgerwaisenhaus. Auch das Rijksmuseum besitzt mehrere Gemälde.
In Norddeutschland haben sich v. a. religiöse Arbeiten an ihren Bestimmungsorten erhalten, so mehrere Stücke im Dom zu Schleswig, in der Christophoruskirche in Friedrichstadt oder im Ovens-Epitaph in der Laurentiuskirche in Tönning. Seit 2013 ist die stark beschädigte Kreuzigung aus der Schlosskirche Dargun wieder als Ovens identifiziert.
Das schöpferische Gesamtwerk Ovens’ umfasst Gemälde, Zeichnungen und Radierungen unterschiedlicher Motivik. Ovens’ komplettes Werk inkludiert religiöse Motive, Allegorien, mythologische Motive, Bildnisse wie auch Stillleben.

## Literatur

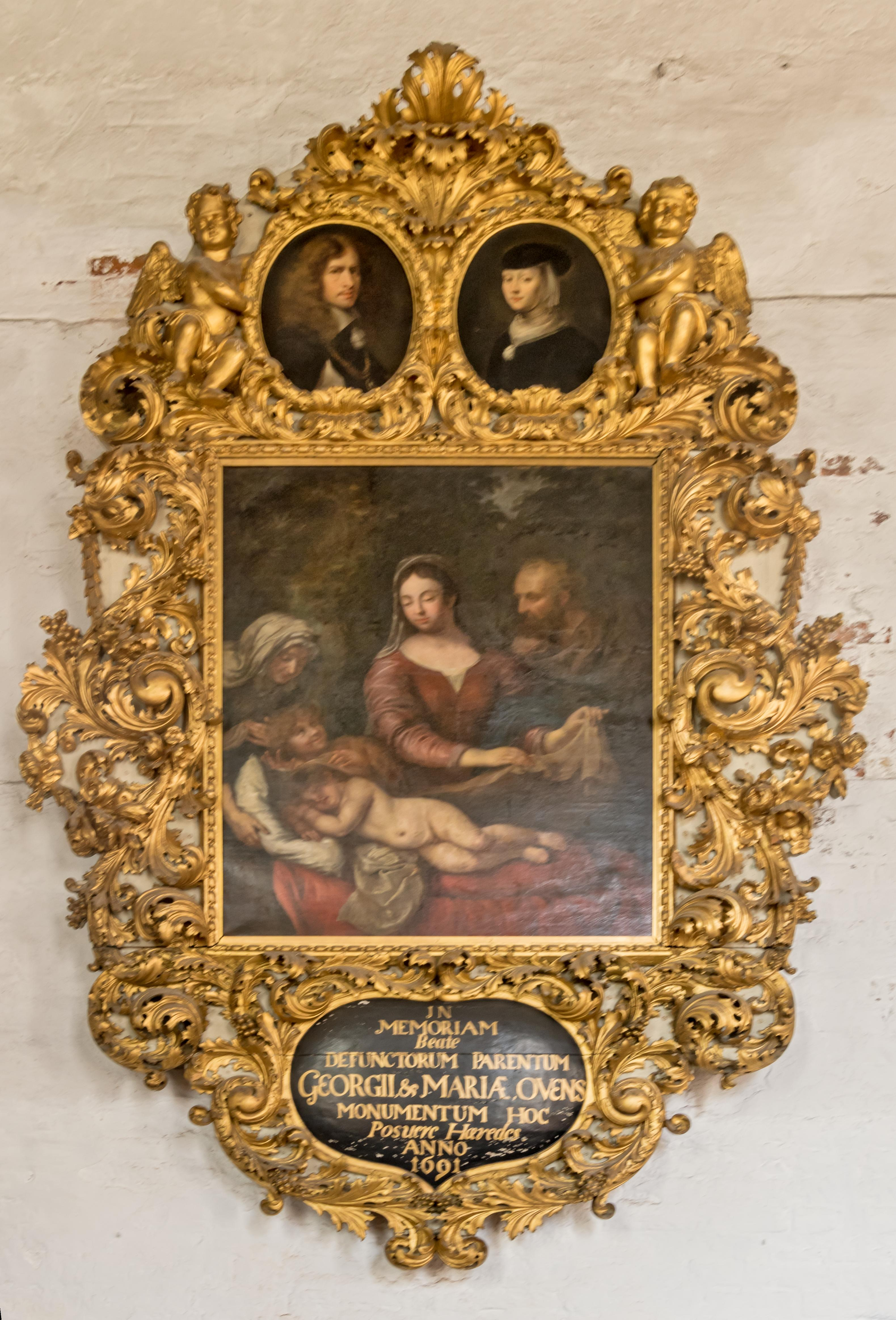
Epitaph mit Selbstporträt und Porträt seiner Ehefrau in Tönning